# Круте поле
Круте поле (рос. «Крутое поле») — радянський фільм 1979 року.

## Сюжет
Голова одного з передових алтайських колгоспів, колишній фронтовик Степан Кочкарін, має намір об'єднати на центральній садибі техніку і кадри найближчих відстаючих господарств в єдиний комплекс, але далеко не у всіх знаходить підтримку. Ряд питань, в тому числі і про його переобрання, переноситься на осінь. Приходять жнива — і голова в найтяжчих природних умовах без втрат проводить збір зерна.

## У ролях
- Дмитро Франько —  Кочкарін
- Микола Лебедєв —  Мусатов
- Ольга Агєєва —  Маша
- Артем Хохряков —  Сергій
- Анатолій Грачов —  Грачов
- Євген Шутов —  Андрушко
- Ніна Меньшикова —  Серафіма
- Петро Любешкін —  дід Іван
- Валентина Ананьїна —  Глафіра
- Олександр Савостьянов —  Ларцев

## Знімальна група
- Режисер — Леон Сааков
- Сценаристи — Леон Сааков, Олексій Тімм
- Оператор — Валерій Владимиров
- Композитор — Валентин Левашов
- Художник — Петро Кисельов